# Xã Stokes Mound, Quận Carroll, Missouri
Xã Stokes Mound (tiếng Anh: Stokes Mound Township) là một xã thuộc quận Carroll, tiểu bang Missouri, Hoa Kỳ. Năm 2010, dân số của xã này là 358 người.